# Jubaia
Jubaia é um distrito do município brasileiro de Maranguape, no estado do Ceará. Segundo o censo demográfico de 2022, realizado pelo Instituto Brasileiro de Geografia e Estatística (IBGE), sua população era de 2 281 habitantes e havia 744 domicílios particulares permanentes ocupados. Foi criado pelo ato provincial de 7 de novembro de 1861.
De acordo com o IBGE, em 2010 a população era de 2 184 habitantes e havia 698 domicílios particulares.